# Sam Gibbons
Sam Melville Gibbons, född 20 januari 1920 i Tampa i Florida, död 10 oktober 2012 i Tampa i Florida, var en amerikansk politiker (demokrat). Han var ledamot av USA:s representanthus 1963–1997.
Gibbons tillträdde 1963 som kongressledamot och efterträddes 1997 av Jim Davis.
Gibbons ligger begravd på begravningsplatsen Myrtle Hill Memorial Park i Tampa.